# Afroleptomydas rudebecki
Afroleptomydas rudebecki är en tvåvingeart som först beskrevs av Joseph Charles Bequaert 1959.  Afroleptomydas rudebecki ingår i släktet Afroleptomydas och familjen Mydidae.
Artens utbredningsområde är Namibia. Inga underarter finns listade i Catalogue of Life.